# マリア・ドレーム
マリア・ドレーム (Maria Deraismes; 1828年8月17日 - 1884年2月6日) は、フランスのジャーナリスト、作家、女性解放運動家（第一波フェミニズム）、講演家。世界初の女性フリーメイソン会員であり、急進左派のジョルジュ・マルタンとともに国際男女混成フリーメイソン団体「人権」を設立した。ポントワーズの隣人であった画家カミーユ・ピサロがドレーム家の邸宅や庭を繰り返し描いたことでも知られる。

## 背景
マリア・ドレームは1828年8月17日、パリ（セーヌ県）の裕福なブルジョワ家庭にマリー・アデライド・ドレームとして生まれた。ヴォルテールの思想に共鳴する父は、マリアと姉のアンヌ（1822年生まれ）にギリシア語、ラテン語、東洋の言語、哲学、歴史、絵画、音楽、比較宗教学など本人の希望に従って思う存分教育を受けさせた。姉アンヌは結婚しアンヌ・フェレス＝ドレームを名乗ったが、結婚後わずか数週間で寡婦となり、生涯独身であったマリアと活動を共にし、パリおよび後に父の遺産で購入したポントワーズ（セーヌ＝エ＝オワーズ県）の邸宅に暮らした。

## 演劇 - 女性のステレオタイプ批判
ドレームは当初、演劇、特に第二帝政期 (1852-1870) のサロン喜劇で活躍し、『敵もさる者引っ搔く者 (1861)』、『妻のもとに帰る (1862)』、『よろしければ、甥を (1862)』、『罪深い父 (1862)』などを著した。彼女はこれらの作品ですでにステレオタイプを打破する女性像や夫婦像を提示する一方で、第二帝政期に最も人気があった戯曲家アレクサンドル・デュマ・フィス、ヴィクトリアン・サルドゥ、エミール・オージエ、ジュール・バルベー・ドールヴィイらについて、「天使」または「罪深い女」というステレオタイプによる女性像を描く反フェミニストだと批判している。

## 自由思想家の拠点

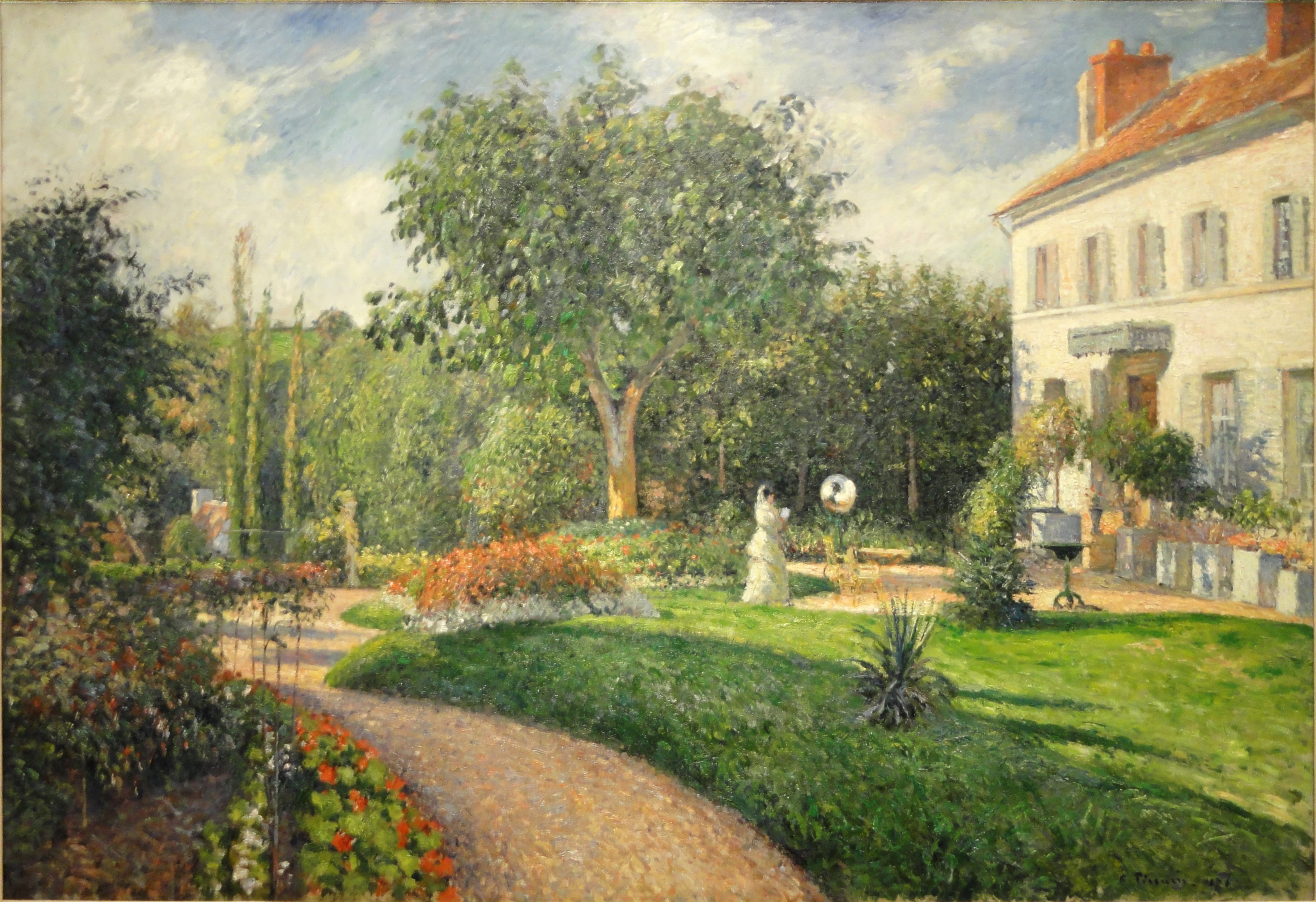
ピサロ作《マチュランの庭、ポントワーズ、ドレーム夫人の邸宅》(1876年) ネルソン・アトキンス美術館所蔵。

ジャーナリズムにおいてはすでにジョルジュ・サンドやデルフィーヌ・ド・ジラルダン(1804-1855) らの女性が活躍しており、ドレームは全国紙『グラン・ジュルナル』、『時代』、政治風刺新聞『黄色い小人』などに記事を掲載し、さらにボーモン＝シュル＝オワーズの市長代理オーギュスト・ヴェルモンからの依頼で経営難にあった地元の新聞『セーヌ＝エ＝オワーズ共和派』を引き継ぎ、『セーヌ＝エ＝オワーズ自由思想』紙を創刊した。この新聞はセーヌ＝エ＝オワーズ県の自由思想家の機関誌となり、ドレームがポントワーズのマチュランで購入した邸宅が彼らの集会場となった。
長年ポントワーズに暮らしていたカミーユ・ピサロはマチュランの絵を繰り返し描いているが、フリーメイソン会員であった画家エドゥアール・ベリアールの紹介でドレーム姉妹の反教権主義・共和派サークルに参加するようになったとされ、1877年に開催された第3回印象派展にドレーム家を描いた《マチュランの庭》と題する2点の絵画を出展している。

## ドレームのフェミニズム
ドレームはジャーナリズムおよび講演会において非嫡出子、棄児、児童虐待などの問題、非宗教的な託児所の設置や児童労働禁止を訴えた。さらに、1869年にジャーナリスト・女性解放運動家のレオン・リシェとともに『女性の権利』紙を創刊し、女性の地位向上に取り組んだ。同紙は1871年に『女性の未来』に改名し、ヴィクトル・ユーゴーやルイ・ブランの支持を得、ユベルティーヌ・オークレールら多くのフェミニストが参加した。一方、リシェがドレームの支援を得て1870年に結成した女性の権利協会は、1874年にニューヨークで結成された国際女性連盟と連携し、国際会議を開催することになった。第1回国際女性の権利会議は『女性の未来』紙の主催により1878年にパリで開催された。この会議では女性の権利・地位に関する多くの問題が取り上げられたが、女性参政権の問題は議題に挙がっておらず、これがドレームらの穏健なフェミニストとオークレールらのより急進的なフェミニストの対立につながった。ドレームは参政権運動を行うにはまだ機が熟していない、市民権の獲得が緊急課題であり、かつ、あらゆる社会階級の女性にとって重要であると考えていた。当時の参政権運動家らと違って、共和派、急進主義者、自由思想家の立場から、政治改革と女性の地位の改善（社会改革）を同時に進める必要がある、すなわち、いまだ教権主義的な共和国を変えて行くことが先決問題であり、政治における男女平等（女性参政権獲得）以前に、法の下での男女平等を確保する必要があると考えていたのである。実際、ドレームには男性を説得できる知性とレトリックがあった。女性が「犠牲」になっているとは言わず、またはそのことだけを強調せず、問題は社会構造にあり、「このように不平等な状況を作り上げることで社会がどのような利益を引き出しているか」を問うことの重要性を訴えた。より具体的には、結婚と家庭に男女の不平等の原因があるとしながらも、結婚・家庭制度ではなく、結婚・家庭という伝統的な概念を問題視し、これを覆す必要があると主張したのである。こうした観点から、英国のジョセフィン・バトラーとともに廃娼運動に取り組み、フランス女性商業従事者同盟を結成して商事裁判所における女性の投票権と任命のための運動を行うなど、女性のための社会改革を推進した。

## 世界初の女性フリーメイソン会員

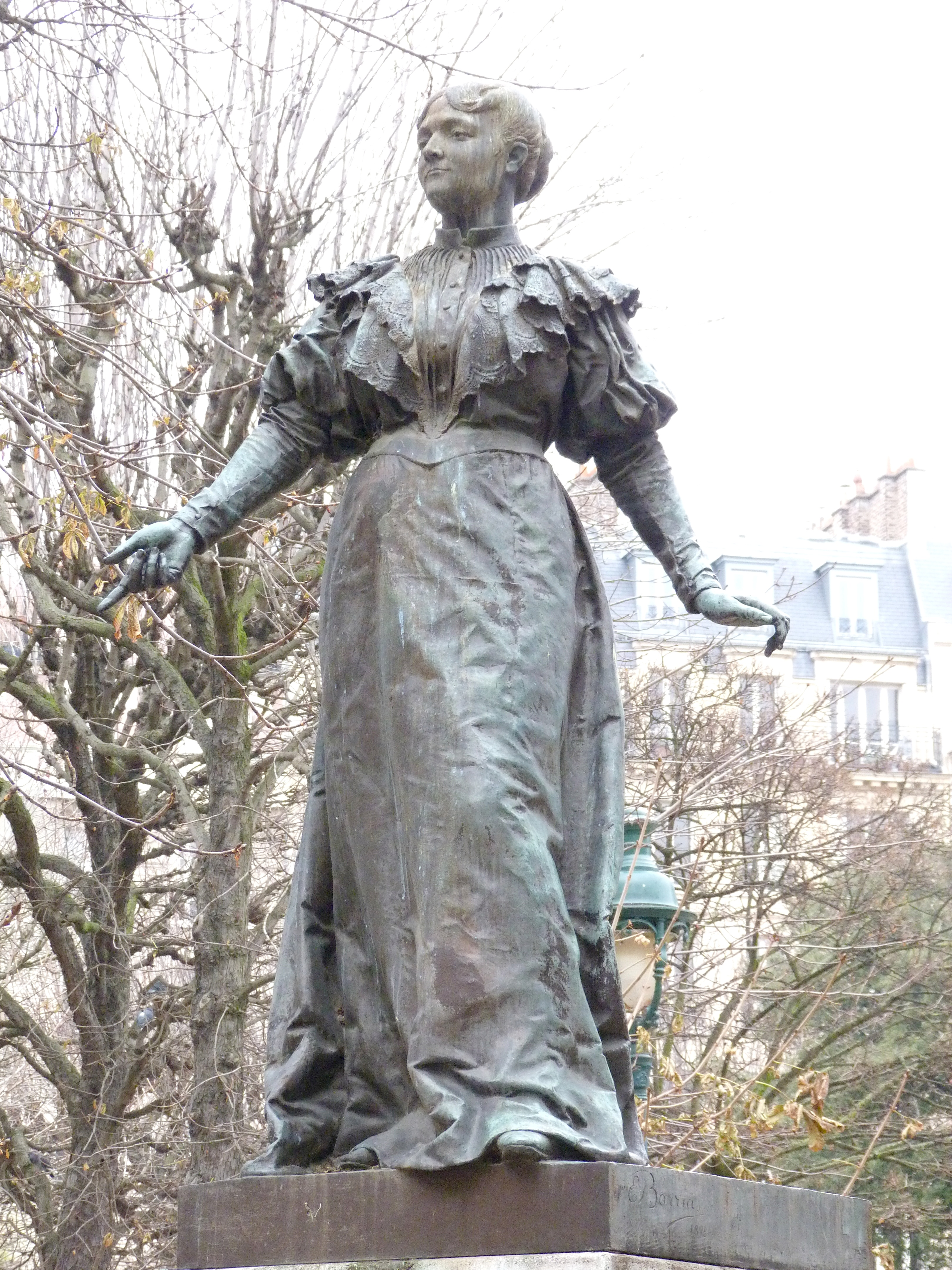
ルイ・エルネスト・バリアスによるマリア・ドレームの記念碑。

1881年、反教権主義会議で、同会議の会長で奴隷制廃止運動家ヴィクトル・シュルシェールの代理として講演を行った。これは政教分離法案の提出を決定することになった重要な会議であり、約4千人の議員が出席した。これまでにもフランス大東社を含む多くの組織の会合で講演を行っていたが、この会議で「社会における女性の役割」について講演したことが彼女の名声を決定的なものにした。翌1882年1月12日、「ル・ペック自由思想家」ロッジがドレームをフリーメイソン会員として受け入れることに決定した。プロテスタント牧師ジェームズ・アンダーソンによって1723年に編纂されたフリーメイソン憲章では、「農奴、女性、不道徳で不謹慎な男性」の入会が禁止されていたが、「ル・ペック自由思想家」のロッジ主宰者アルフォンス・ウーブロンは、「教権主義と闘うためには、まず、ロッジに女性的要素が入り込むことで「自律」という言葉の正しさを認めさせる必要がある。というのは、フリーメイソンの道徳と理性により女性のなかにある偏見と闘い、これを破壊することが、すなわち、武力によらずに真の社会の解放を準備することになるからである」と考えていた。ヴィクトル・ユーゴー、ルイ・ブラン立ち合いのもと、ドレームの入会儀式が行われたが、フリーメイソン内で一大スキャンダルを巻き起こし、ウーブロンは解任され、ロッジは閉鎖された。

## 国際男女混成フリーメイソン団体「人権」

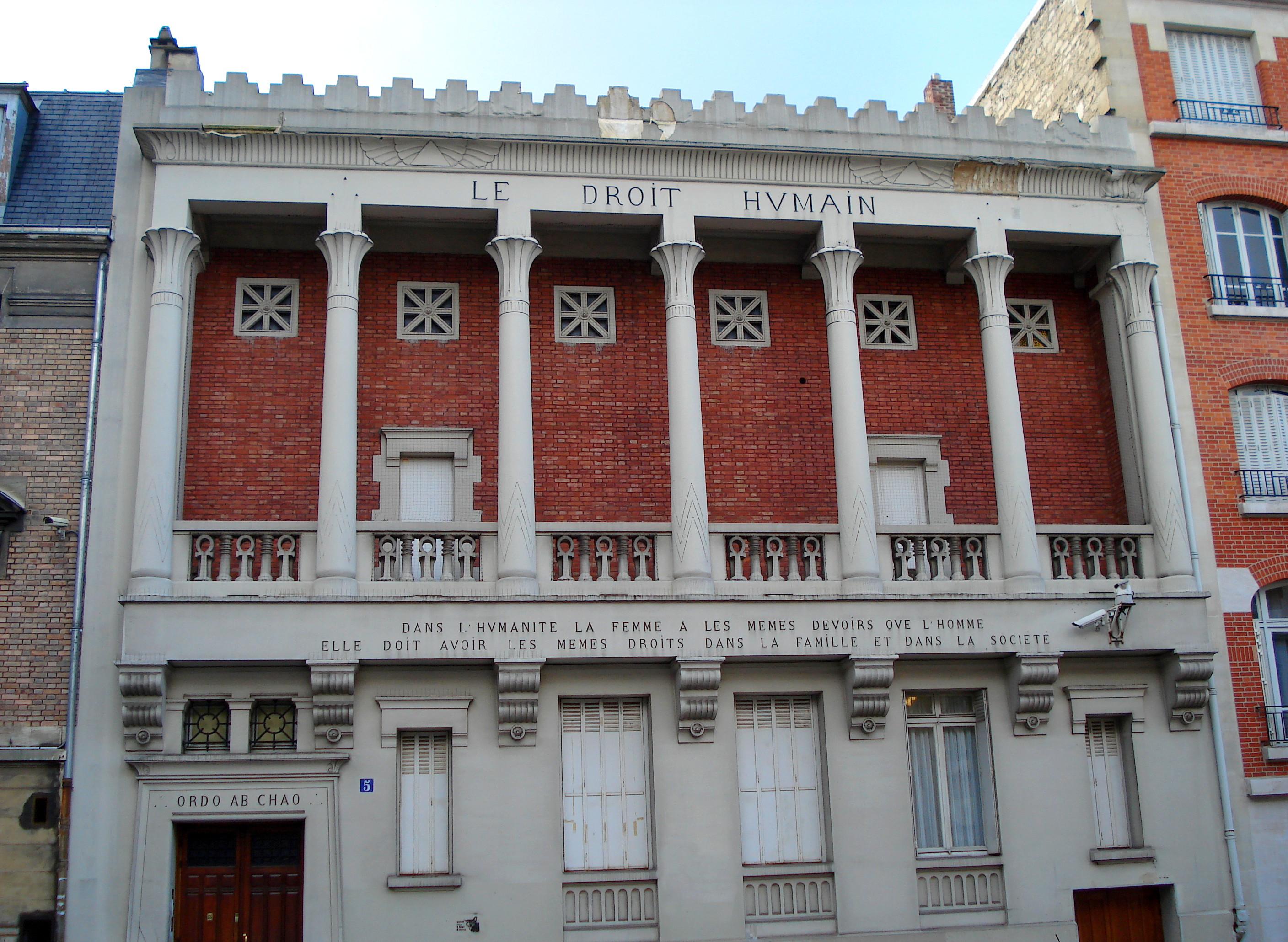
パリ13区ジュール・ブルトン通り5番地の国際男女混成フリーメイソン団体「人権」の旧建物。

「団結・慈善」ロッジ会員で医師・県会議員（急進左派）のジョルジュ・マルタンは、従来のフリーメイソンが女性に開かれていないことを批判し、1883年にドレームとともに新たに男女混成のロッジを設立することにした。「フランス・スコットランド象徴グランド・ロッジ ― 人権」と命名し、後に国際男女混成フリーメイソン団体「人権」と改名した。だが、もともと病気がちであったドレームはがんを患い、ロッジの完成を見ることなく、翌1884年の2月6日に、「この神殿を未完のまま、あなた方に託します。その円柱の向こうに人権を追求してください」という言葉を残して死去した。
国際男女混成フリーメイソン団体「人権」は、政治・宗教思想、人種にかかわらずすべての男性および女性を受け入れるが、政治的・宗教的原理主義は認められない。フランスの会員は13,000人（1998年現在）、日本を含む世界80か国にロッジがある。日本のロッジは「ソレイユ・ルヴァン (日の出)」である。

## 著書
著書はすべて講演集である。原著はほとんどフランス国立図書館により電子化されている。
- Œuvres complètes de Maria Deraismes (マリア・ドレーム全集), Félix Alcan --- 第1巻 : France et progrès ; Conférence sur la noblesse (フランスと進歩 ― 貴族階級に関する講演), 1895 電子版 / 第2巻 : Eve dans l'Humanité ; Le Droits de l'Enfant (人類におけるイヴ ― 子どもの権利), 1896 電子版 / 第3巻 : Nos Principes et nos Mœurs ; L'ancien devant le Nouveau (我々の原則、我々の風俗 ― 新しいものの前に古いもの), 1897 電子版 / 第4巻 : Lettre au clergé français ; Polémique religieuse (フランスの聖職者への書状), 1898.
- Épidémie naturaliste (自然主義の流行), E. Dentu, 1888 電子版
- Le Théâtre de M. Sardou (サルドゥ氏の劇場), E. Dentu, 1875 電子版

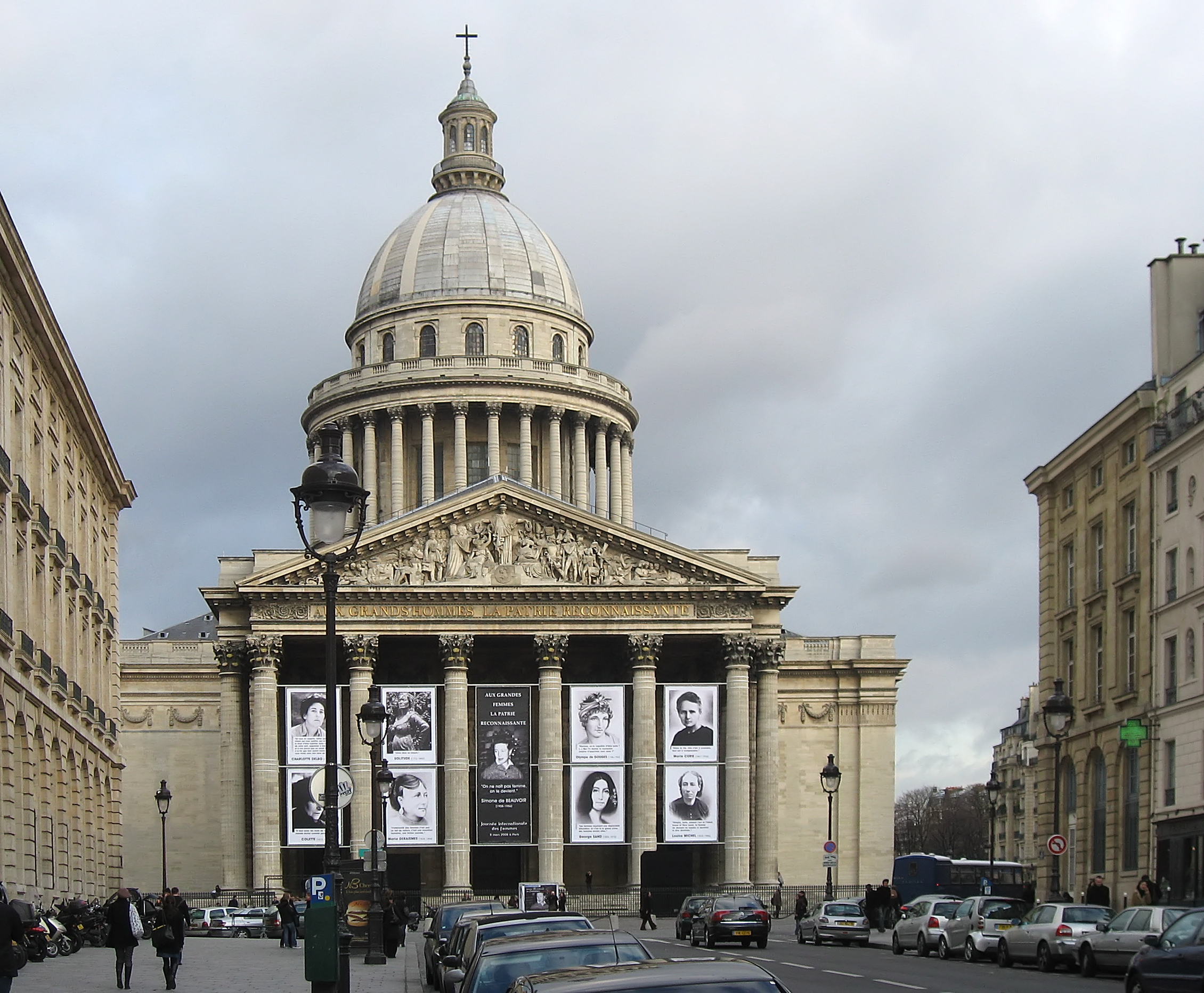
2008年の国際女性デーにパンテオンの正面に掲げられた偉大なフランス人女性たちの肖像 (シモーヌ・ド・ボーヴォワール、シドニー＝ガブリエル・コレット、ソリチュード、ジョルジュ・サンド、マリア・ドレーム、オランプ・ド・グージュ、ルイーズ・ミシェル、マリ・キュリー、シャルロット・デルボ)

- 2008年の国際女性デーにパンテオンの正面に掲げられた偉大なフランス人女性たちの肖像 (シモーヌ・ド・ボーヴォワール、シドニー＝ガブリエル・コレット、ソリチュード、ジョルジュ・サンド、マリア・ドレーム、オランプ・ド・グージュ、ルイーズ・ミシェル、マリ・キュリー、シャルロット・デルボ)Discours contre la vivisection (生体解剖反対論), A. Ghio, 1884 電子版

新版
- Ce que veulent les femmes (女性が望むこと), Syros, 1980
- Les Droits de L'enfant, Mario Mella, 2000
- Eve dans l'humanité, Abeille et Castor, 2008 (イヴェット・ルーディ序文) - キリスト教のイヴ、ギリシア神話のパンドラ、ケルト神話の巨人の娘、中国の伝承における女性などに通じる女性不信について論じている。

## 参考資料
- La première femme initiée, fondatrice du DROIT HUMAIN (国際男女混成フリーメイソン団体「人権」)
- DERAISMES Maria (パリ第一大学)